# 692 Хиподамија
692 Хиподамија (енгл. 692 Hippodamia) је астероид. Приближан пречник астероида је 45,90 ,
а средња удаљеност астероида од Сунца износи 3,379 астрономских јединица (АЈ).
Инклинација (нагиб) орбите у односу на раван еклиптике је 26,109 степени, а орбитални период износи 2269,016 дана (6,212 година). Ексцентрицитет орбите астероида износи 0,170.
Апсолутна магнитуда астероида износи 9,18 а геометријски албедо 0,178.
Астероид је откривен 5. новембра 1901. године.